# Ашкилеу Дорна (Клуж)
Ашкилеу Дорна (рум. Aşchileu Dorna) насеље је у Румунији у округу Клуж. Oпштина се налази на надморској висини од 436 m.

## Становништво
Према подацима из 2011. године у насељу је живело 1831 становника.